# Хомо Фабер
„Хомо Фабер“ (на немски: Homo faber) е роман от швейцарския писател Макс Фриш (1911 – 1991), публикуван през 1957 г.

Всяко време има своите митове... Новото време роди мита за „модерния човек“.
Още Сьорен Киркегор използва този образ, за да охарактеризира един зародил се и все по-бързо развиващ се човешки тип. А философите на XX век, преди всичко екзистенциалистите, внесоха нови, застрашителни черти в това явление, обявиха го едва ли не за универсален феномен, за господстващ белег на съвременния свят.

## Модерният човек
„Модерният човек“ шества навсякъде – не е скрит зад определена професия, в определена обществена прослойка, няма определена възраст и пол, расова и национална принадлежност; може да бъде срещнат в прашните канцеларии, из луксозните курорти, в държавния апарат, в научните и техническите среди, в Европа и в Америка, навсякъде... Но той има една обща отличителна черта – своята отчужденост от заобикалящия го свят, а също и от самия себе си.
Характерна за „модерния човек“ е неговата неприродност, той не се усеща повече като част от световния живот, от вечния кръговрат на материята, за него природата съществува само доколкото тя може да му служи или доколкото той може да я вмести в своите често наукообразни представи за битието. Така „модерният човек“ чувства живия живот като нещо чуждо, досадно, неуютно, а себе си схваща като някакъв болестен израстък, като „тумор на творението“.
„Модерният човек“ е ограден от вещи, а също и от техника. Той е отрупан с продукти на цивилизацията, без които всекидневието му е немислимо – автомобил, компютър, мобилен телефон, телевизор, магнетофон, видео, фотоапарат, хладилник, електрическа самобръсначка... Поради изобилието от вещи, „модерният човек“ не е свързан с тях, той не ги обича, за него те са подменяеми. Така той няма и дом, а само жилище, което обикновено често сменя. Макар понякога да мечтае за семеен кът, за уседналост, той се задушава във всяко по-трайно убежище. Любимото обиталище на „модерния човек“ е хотелът с всичките му универсални удобства, с неговата безличност и еднотипност. Героят на Макс Фриш казва: „Предпочитам да бъда сам! Дори видът на стая за двама, стига да не е стая в хотел, която човек може винаги да напусне, а именно стая за двама души като постоянно жилище, ме кара да мисля за бягство в Чуждестранния легион.“
Характерно за „модерния човек“ е и това, че той много пътува – за него пътуването е всекидневна нужда, едва ли не мания. Но то не е средство за опознаване на света, за сближаване с непознати, интересни хора. За него пътуването се изразява в един обичаен маршрут: жилището, колата, гарата или летището, влака или самолета, хотела, бара и обратно. Така за „модерния човек“ светът е мъртъв, той пътува като „призрак през призрачни земи, без да оставя следа в тях, нито те в него.“
„Модерният човек“ е космополит. Той няма родина, роден град, той няма траен контакт с родители, близки, деца, приятели. Той е сам, „захвърлен в света, запокитен като стрела в пространството“ (Норберт Винер). Той не се усеща принадлежен към човешкия род, а също няма чувство за история, живее извън времето, покрай времето; за него съществуването е сбор от моменти, а не нещо цялостно, подчинено на природните и историческите закономерности.
Ала най-силно е отчуждението на „модерния човек“ в неговия интимен живот. Той не обича да се „заангажира“ в „любовни авантюри“. Сменя жените, съответно мъжете си, както своите вещи. Но това не значи, че е развратник, напротив, той е по особен начин моралист и се съобразява с мнението на околните, доколкото те са себеподобни. За него обаче не съществува еротика, а само секс, и то схващан като механика, като спорт, като хигиена: за него няма любима или любим, а само партньор – заменим, безличен, ненужен.
„Модерният човек“ живее за себе си, но той е отчужден и от своето „Аз“. Сам се схваща като „неидентичен“, лишен от самоличност, чужд на собствената идея за себе си. Той живее, подражавайки на околните, които също живеят чрез подражание. Несъзнавано той се мрази, но постепенно и това чувство го напуска – той става безразличен към себе си. Основните му душевни състояния могат да се изразят с думи като скука, досада, отвращение, погнуса. „Модерният човек“ често не е „във форма“, но той не е непременно тъжен, той просто не знае къде да се дене и затова обикновено пие, макар забравата в алкохола да не му доставя особено удоволствие. Той би казал – ако изобщо разговаряше на тази тема – с думите на инженер Фабер: „...Имам само едно желание – никога да не съм съществувал на този свят!“

## Отчуждението
Макс Фриш се обръща към тази тема като моралист. В своя „Дневник“ от 1946 година Макс Фриш казва: „Изпитвам страх от такъв вид изкуство, което се представя за най-възвишено, а търпи най-низкото... Мисля за Хайдрих, който свирел Моцарт... Изкуството в този смисъл, изкуството като нравствена шизофрения, ако може да се каже така, е тъкмо обратното на нашата задача. А изобщо остава под съмнение дали е възможно да се отдели художествената задача от човешката. Нуждаем се от духовност, чийто главен отличителен белег не е някакъв талант, а съзнанието за отговорност.“
Като подтик за създаването на романа може да се смята общуването на Фриш с престарелия Томас Ман в Цюрих и с неговото творчество след завръщането на именития писател от емиграцията му в Съединените щати. Сам Томас Ман мъчително е търсил отговор на проблема „художник-общество“ и му е посветил едни от най-проникновените си страници. Макс Фриш обединява в „Хомо Фабер“ темата за „интелектуалеца“ с темата за „отчуждението“ в нейното съвременно осветление.

## Човекът – ковач на своята съдба
Инженер Валтер Фабер е технократ, но той може да бъде и лекар, и юрист, и доктор по философия, и счетоводител – той е „модерен интелектуалец“. Буквалното значение на заглавието homo faber е „произвеждащ човек“ и отправя към известната сентенция на Апий, цитирана от Салустий, „Faber est suae quisque fortunae!“ – „Всеки е ковач на своята съдба!“.
В книгата намираме сведения за младежките години на Фабер. Като ученик той е обичал природата, познавал е „донякъде“ своите родни Алпи, бил е „органичен човек“. Пътищата към отчуждението започват с противоестествената му връзка със съпругата на неговия учител по математика. Не просто разликата във възрастта прави тази авантюра безнравствена – тук липсва любов, липсва милост. След смъртта на жената той я забравя, „както се забравя водата, с която си утолил жаждата си“ и макар да носи цветя на гроба ѝ от смътното съзнание за извършена подлост, Валтер не може да се освободи от чувството за „абсурдност“, което го съпровожда занапред при всичките му „еротични стълкновения“.
Втората горчива чаша, която не отминава Валтер Фабер по пътя към алиенацията, е сблъсъкът му с професор О. в Швейцарския политехнически институт. „Професор О. е бил за мене винаги нещо като образец... Той бе истински специалист. Никога няма да забравя как ние, студентите, облечени в бели престилки, се тълпяхме около него в чертожната зала и се заливахме от смях, като слушахме неговите откровения: 'Нямам нищо против сватбените пътешествия, господа (това бе негова любима фраза), но едно пътуване е напълно достатъчно, всичко останало ще намерите после в публикациите; учете чужди езици, господа, но пътешествията, господа, са средновековна работа.'“ Професор О., който дори не е назован с цялото си име, е пример на безличен „специалист“, разсъждаващ „научно“ за света и явленията, „човек без качества“, образец на научна посредственост. Той успява да внуши на Фабер, а и на колегите му, че „професията на инженера е единствената мъжка професия“, а човекът е „покорител на природата“.

## Техника vs. изкуство
На тази „прогресивна“ теза Макс Фриш противопоставя в романа възгледа на археоложката Хана: „Техниката е само трик, хитрост, която цели да преустрои света така, че да се отнеме на човека потребността от преживявания; техниката представлява хитър опит да се ликвидира светът като форма на съпротивление, да се направи животът по пътя например на изменение на естествените скорости по-плосък, за да се унищожи битието на духа... Животът не е материя и не може да се овладее с помощта на техниката!“
Писател като Макс Фриш, който познава отблизо професията на техническия специалист, който, като дипломиран архитект, сам е трябвало да решава дилемата техника-изкуство, и в последна сметка я е решил в полза на изкуството, стига до прозрението, че човекът не бива да се противопоставя на природата, а трябва да стане неин равностоен партньор – само тогава той ще я обхване в нейната цялост; а от сътрудничеството с природата, от органическата връзка с нея ще се реши и въпросът за „модерния човек“.
„Човекът на техниката“ се стреми да подчини живота си, да устрои съзнанието си според принципите на електронноизчислителната машина, която – по думите на Фабер – „превъзхожда всеки човешки мозък, понеже не преживява нищо, не познава нито страха, нито надеждата, които да ѝ попречат... Роботът опознава света по-точно от човека, той знае повече от нас за бъдещето, понеже го изчислява, не мъдрува и не се губи в мечти, а се ръководи от получените резултати...“ Тук Фабер повтаря грешката, за която предупреждава още Норберт Винер, бащата на кибернетиката – машината може само да имитира човека, ала не и да го замени. Машината работи според вложената в нея програма, но тя не е способна сама да състави програмата си, макар да се самоусъвършенства. Машината е лишена от емоционален опит, без който човешкият живот е немислим. Машината няма съзнание за време и история. Поради това машината е в състояние само „да решава“ поставените ѝ задачи, но не и да създава например автентични произведения на изкуството.
Именно отношението на Валтер Фабер към света на изкуството е пример за неговата духовна недоразвитост. „Митологията и въобще белетристиката не е по моята част“ – казва той. Фабер разглежда скулптурите като предци на роботите. „Примитивните народи са се опитвали да победят смъртта, изобразявайки човешкото тяло, а ние – като го заменяме. Техника вместо мистика!“ Фабер може да оцени красотата само откъм нейната видима страна, ала не и като душевно състояние. За това той няма сетива.
Според Фабер кибернетичната машина е по-съвършена от човека именно понеже може по-точно да предвиди бъдещето, като го изчисли. Но ето че „електронното съзнание“ на Валтер Фабер не съумява „да изчисли“ неговото бъдещето, защото вложените в машината на разума му данни са погрешни. „Всичко е лъжа!“ ще възкликне той по-късно, прозрял заблудата си. Колкото и да се утешава с теорията на вероятностите, той се сблъсква непредвидено с дъщеря си и унищожава нейния живот.

## Пътуване към себе си
Срещайки случайно дъщеря си Сабет, Фабер започва своето „пътуване към себе си“, бавно и мъчително. Той кърти пласт подир пласт натрупани предразсъдъци, закостенялост, високомерие. Фабер трябва да преустрои напълно отношението си към света, към хората, към жените, за да се доближи до това „чуждо“ му момиче. Защото самотата е била за него единствената възможна форма на съществуване. „Към най-щастливите мигове в моя живот спадат и минутите, в които напускам някоя компания, сядам в колата си, затварям вратата и пъхвам ключа в таблото, пускам радиото, запалвам цигара с автомобилната запалка, след това включвам на скорост и натискам педала на газта... Хората ме уморяват, дори мъжете.“
След първото си „завръщане“ при Хана, майката на Сабет, при своята загубена човешка същност, Фабер предприема повторно пътуване, вече с прогледнали очи. Сега той се отвращава от „американския начин на живот“, който преди е смятал за образец, отвращава се и от американските „нашественици“, ненавижда ги – „Превземките им, че са щастливи, понеже са американци, понеже са без задръжки... А как само се държат на всяко свое парти – стоят, пъхнали лявата си ръка в джоба на панталона, опрели рамене в стената, чашата в дясната ръка, гледат непринудено – истински настойници на човечеството!“ На тези „цивилизатори“ са противопоставени в романа „органичните хора“ като индианците в Гватемала и жизнерадостните кубинци.

## Стил
„Стилът – това е човекът“, гласи известният афоризъм на Бюфон. Стилът на инженер Фабер, в който е написан и романът, е точен, прецизен, лапидарен и същевременна сух, канцеларски, пресметлив. Това е стил на човек, който знае своята цена и съзнава превъзходството си над останалите. Но с развитието на действието става ясно, че деловият стил на Фабер е по-скоро негова маска, зад която той крие своята вътрешна неувереност, чувството си за малоценност, съмненията, че „не се отнасят към него с нужната сериозност“ – крие своето истинско, измъчено човешко лице. Затова в епизодите, където Фабер изповяда своите съображения, търси доводи и оправдания, стилът на повествованието става задъхан, неравен, скоклив; там, където би трябвало да има точка, стои запетая, сякаш Фабер се страхува да спре, страхува се от мълчанието, от тишината. Другаде случките само са маркирани, като че Фабер се стреми час по-скоро да се отърве от тях, да се отърве от действителността.
Романът е написан под формата на отчет, на дневник, но записките са правени от една по-късна гледна точка – вече след смъртта на Сабет, когато Фабер лежи, прикован от болестта си, в хотела в Каракас и терзан от безделие, от „напразни мисли“ – а в работата той е свикнал да бяга от мислите си, се залавя да опише слетелите го през последните месеци събития.

## Поема на завръщането
Романът „Хомо Фабер“ може да се прочете и като „поема на завръщането“ към загубения рай на човешката общност, на благодатната спойка с природата и себеподобните, на светлината и радостта. Макар да не достига до своя „нов живот“, макар да загива, преди да е вкусил от плодовете на своето прозрение, Валтер Фабер завещава на читателя висотата, стъпалото, до което е достигнал в стремежа си към човечност, изричайки думите:
„Да бъдеш на този свят, ще рече да живееш сред светлината. Някъде (както неотдавна онзи старец в Коринт) да караш магаре – това също е призвание! Важното е: да устоиш на светлината, на радостта (както нашето момиче, когато пееше) с пълното съзнание, че сам ще угаснеш сред тази светлина, озаряваща и жълтуга, и асфалт, и море; да устоиш на времето, съответно на вечността в мига. Да бъдеш вечен – значи да си живял...“